# 貝爾福博物館
貝爾福博物館（BELvue Museum）是位於比利時首都布魯塞爾的一座博物館，也是比利時的國家歷史博物館，展示比利時各歷史時期的展品。

## 历史
貝爾福博物館所在建築舊為貝爾福大酒店，是一個修建於18世紀的高級酒店。

## 外部連結
- Official English-language site of the BELvue Museum
- Official English-language site of the King Baudouin Foundation（页面存档备份，存于）